# Гроф
Гроф (мађ. Gróf; жен. грофица, енгл. countess) је племићка титула.

## Етимологија и порекло
Реч Graf потиче од средњегорњонемачког grave, што је обично изведено од лат. graphio. Заузврат сматра се да Graphio потиче од византијске титуле grapheus, која ултиматно потиче од грчког глагола γρᾰ́φειν (graphein) „писати“. Међутим, изнета су и друга објашњења; Јакоб и Вилхелм Грим, док су још увек уважавали потенцијал грчке деривације, сугерисали су везу са готским gagrêfts, што значи 'одлука, декрет'. Међутим, Гримови су преферирали решење које омогућава везу са староенглеским gerēfa 'reeve', у коме је ge- префикс, а које Гримови изводе из протогерманског *rōva 'број'.

## Историја
У средњем и новом веку, титула грофа је означавала част нижу од војводе. Понегде је то била служба коју је додељивао краљ, а у другим случајевима била је реч о наследном праву. Где је грофовски наслов био повезан и са одређеним подручјем, то се подручје називало грофовија. Грофови се јављају прво у Франачком царству као краљеви намесници над једном подручју. Назив води своје порекло вероватно од латинског graffio, а ово опет од грчког γραφεύς (графеус), што значи писар. Грофови брзо су изједначени са римском службом comes, који је позном Римском царству био високи царски службеник финансија. Са временом гроф/комес развило се у нижу племићку титулу и прихваћена је широм хришћанске Европе.
Грофовска титула Graf је заједничка за различите европске територије на којима је немачки био или је званични или народни језик, укључујући Аустрију, Немачку, Швајцарску, Луксембург, Лихтенштајн, Алзас, балтичке државе и друге бивше земље Хабзбуршке круне. У Немачкој су све законске привилегије племства званично укинуте од августа 1919. године, а Graf се, као и свака друга наследна титула, третира као део законског презимена. У Аустрији је његово коришћење законом забрањено, као и код свих наследних титула и племићких предиката. У Швајцарској титула није призната у закону. У монархијама Белгије, Лихтенштајна и Луксембурга, где је немачки један од званичних језика, титула наставља да се признаје, користи, и повремено их додељује национални fons honorum, владајући монарх.
У средњевековном Светом римском царству, неки грофови су узимали или добијали јединствене варијације gräfliche титуле, често у вези са одређеним доменом или јурисдикцијом одговорности, нпр. Landgraf, Markgraf, Pfalzgraf (гроф палатин), Burggraf, Wildgraf, Waldgraf, Altgraf, Raugraf, итд. Иако је као титула Graf рангирана, званично, испод Herzog (војводе) и Fürst (принца), цар Светог римског царства је могао и јесте признавао јединствене уступке власти или ранга неким од ових племића, уздигавши их до статуса gefürsteter Graf или „кнежевског грофа“. Али grafliche титула са таквим префиксом није увек означавала виши од комиталног чина или чланство у Hochadel. Само су важније од ових титула, које су историјски повезане са степеном суверенитета, остале у употреби до 19. века, конкретно Markgraf и Landgraf.

## Савремена употреба у немачким презименима
Немачко племство, иако није укинуто (за разлику од аустријског племства новом Првом аустријском Републиком 1919. године), изгубило је признање као правни сталеж у Немачкој под Вајмарском републиком 1919. према Вајманском уставу, члан 109. Бивше наследне племићке титуле правно су једноставно трансформисане у зависне делове законског презимена (с тим да бивша титула сада прати дато име, нпр. Otto Graf Lambsdorff). Као зависни делови презимена (nichtselbständige Namensbestandteile), они се занемарују у абецедном сортирању имена, као и сваки племићки предикат, као што су von или zu, и могу или не морају да их користе они који их носе. Препознатљиво главно презиме је име које следи иза Graf, или Gräfin, и племићког предиката, ако постоји. У данашње време, пошто су изгубили свој правни статус, ови термини се често не преводе, за разлику од пре 1919. Титуле, међутим, задржавају престиж у неким круговима друштва.